# Даймьо
Даймьо (на японски: 大名 daimyō в буквален превод означава голямо име или големец) е титла на едър земевладелец, който държи в подчинение при себе си други благородници - негови васали. Даймьо е на пряко подчинение на шогуна - едноличния владетел в средновековна Япония. Притежава земи, които се измерват в китайските мерни единици ли. В земите се включват села, оризища, гори. Даймьото разполага с живота на всеки негов поданик, а всяко от селищата се управлява от неговите васали, с чиито живот той също може да се разпорежда, както намери за добре. За европейците даймьо са аналог на древните варварски владетели в Европа, за които било напълно достатъчно да имат замък и селяни, за да се наричат крале. В книгите от поредицата Шогун на писателя Джеймс Клавел португалците и останалите европейци на островите са наричани даймьо – местни крале.
Даймьо разполагат с лична армия, която след възкачването на власт на Токугава Иеясу е отслабена и намалена като състав с оглед предотвратяване на преврати и въстания. На даймьо е наложен санкин котай - закон за доброволното заточение. В период от 4 или 5 месеца от годината даймьо прекарват живота си заедно със семейството си в столицата Едо, а през останалата част от годината - в личните си владения. Роднините и семействата им през това време стоят в столицата като залог за доброто поведение на даймьо. Нерядко поради една или друга причина шогунът налагал смъртно наказание на някой даймьо, което пристигало с предизвестие под формата на писмо-заповед с личния подпис на шогуна. То съдържало издадена заповед виновникът да извърши ритуално самоубийство - сепуку. След смъртта на дайми, шогунът конфискувал земите на мъртвия, като така решавал финансовите си проблеми или просто допълвал богатството си. Случвало се, освен главата на семейството да бъде екзекутиран, при провинение след това същата жестока съдба да последва и семейството му – близки и далечни роднини, както и хора, пряко или косвено свързани по един или друг начин с него.
Смъртта била нещо естествено, с което всеки в средновековна Япония бил свикнал - всичко се приемало с примирение и философски като карма. Тази нагласа е част от по-общото учение на воините - бушидо.